# Chromomastax movogovodia
Chromomastax movogovodia is een rechtvleugelig insect uit de familie Euschmidtiidae. De wetenschappelijke naam van deze soort is voor het eerst geldig gepubliceerd in 1964 door Descamps.
1. ↑  (en) Chromomastax movogovodia op de IUCN Red List of Threatened Species.